# Rubus mallotifolius
Rubus mallotifolius är en rosväxtart som beskrevs av Cheng Yih Wu, Tse Tsun Yu och L.T. Lu. Rubus mallotifolius ingår i släktet rubusar, och familjen rosväxter. Inga underarter finns listade i Catalogue of Life.